# Pandémie de Covid-19 en Tchéquie
La pandémie de Covid-19 en Tchéquie se propage à partir du 1er mars 2020, date à laquelle trois personnes, dont une vivant à Ústí nad Labem, ont été diagnostiquées porteuses du virus. Toutes revenaient d'Italie du Nord. Elles ont été prises en charge à l'hôpital Bulovka de Libeň.
En avril 2021, la Tchéquie enregistre le taux de contamination le plus élevé au monde.

## Déroulement

### 2020
Le lundi 5 octobre 2020, l'état d'urgence est décrété dans le pays. Le nombre maximum de participants à des rassemblements est de 10 en intérieur et de 20 en extérieur.
Entre le 14 octobre et le 3 novembre 2020, les bars, restaurants et écoles sont fermés afin d'éviter un scénario "à l'israélienne ou à l'italienne".
Le gouvernement a imposé le port du masque dans les lieux publics, réduit le nombre de personnes autorisées dans les rassemblements et fermé les piscines, les zoos et les centres sportifs. Les événements sportifs ont été annulés, et les cinémas, théâtres, musées et galeries ont été fermés, tandis que les universités et les établissements d'enseignement secondaire donneront leurs cours à distance.

Nombre de cas déclarés (bleu) et décès (rouge) (échelle logarithmique). Les différences quotidiennes sont indiquées en pointillés.

### 2021
Très touchée par la pandémie, au début de 2021, Miloš Zeman, le président de la République et Andrej Babiš, le Premier ministre, affirment considérer le vaccin russe Spoutnik V comme une option sérieuse.
En avril 2021, la Tchéquie enregistre le taux de contamination le plus élevé au monde. Plusieurs causes expliquent cette situation. D’abord, le succès du premier confinement en mars 2020 : la population n’a pas constaté le danger et a considéré que les coûteuses restrictions n’étaient pas nécessaires. Puis, pendant les élections d’octobre 2020, les politiques n’ont pas voulu imposer de restrictions. Mais de nouvelles mesures restrictives ont dû être rapidement prises. Cependant, le gouvernement a décidé d’ignorer les indicateurs sur la propagation du virus pour permettre à la population de sortir, de réaliser leur achat de Noël et de laisser les familles se retrouver pour les fêtes (le même phénomène que pour le Portugal). De plus, le gouvernement a réagi trop tard face à l’arrivée des nouveaux variants plus contagieux en début d’année 2021.
En mai 2021, le pays présente le troisième taux de mortalité le plus élevé au monde en proportion de sa population après le Pérou et la Hongrie.
Dès mars 2021, le ministère de la Santé a approuvé l'utilisation de l'ivermectine (H2B1b) pour lequel le consentement du patient est requis qui fait très vite baisser la courbe de contamination. Au 14 juillet (source Johns Hopkins University) le nombre de nouveaux cas est de 328 et celui de décès de 2. Au 4 août, 227 nouveaux cas, 0 décès. Au 15 août, 142 nouveaux cas, 0 décès. Au 6 septembre, 138 nouveaux cas, 0 décès(source Johns Hopkins University).

En juillet, les jeunes de plus de 12 ans sont invités à la vaccination.
En août 2021, une étude à long terme réalisée par le centre de recherche de l'université Masaryk à Brno estime que plus de la moitié des adultes tchèques ont été infectés par le coronavirus. Selon les statistiques officielles, l'infection n'a été confirmée que chez 1,7 million de personnes dans le pays. Les chercheurs se sont concentrés sur la présence d'anticorps contre le virus SARS-CoV-2. Les résultats de la première phase de l'étude ont montré une augmentation rapide de la séropositivité démontrant une forte exposition de la population tchèque au SRAS-CoV-2 pendant la deuxième vague de la pandémie : alors qu'en octobre et novembre 2020, seuls 28 % des volontaires avait des anticorps, en février et mars 2021 le pourcentage était déjà 51 %. Les données indiquent que le pourcentage de la population exposée au virus du SRAS-CoV-2 jusqu'en mars 2021 était nettement supérieur à ce qui aurait été estimé à partir d'estimations directes basées uniquement sur les données des tests PCR. Fait intéressant, au moins un tiers des participants à l'étude ne présentaient aucun symptôme et 28 % des volontaires chez lesquels les anticorps ont été confirmés n'ont jamais subi de test PCR.
Mais en octobre la courbe des contaminations remonte très vite et la République tchèque connait, à la fin de 2021, l'un des taux d'infection de Covid-19 les plus élevés au monde.
Le 26 novembre l'État déclare l'état d'urgence en République tchèque pour 30 jours, interdisant même les marchés de Noël.
En décembre, le gouvernement finissant d'Andrej Babiš prévoit de rendre le vaccin contre la Covid-19 obligatoire pour les personnes âgées de plus de 60 ans à partir du 1er mars 2022 et étend la campagne de vaccination, avec la version enfant du vaccin de Pfizer/BioNTech, aux enfants dès l'âge de 5 ans, l'autorisation des deux parents étant requise.

### 2022
Selon le ministère de la santé tchèque, en janvier 2022, 63% de la population est vaccinée et environ 31% des Tchèques ont reçu une troisième dose de vaccin. 
Le nouveau gouvernement tchèque annule le projet de vaccination obligatoire de son prédécesseur.